# Orontium aquaticum
Orontium es un género monotípico  de plantas con flores perteneciente a la familia Araceae.

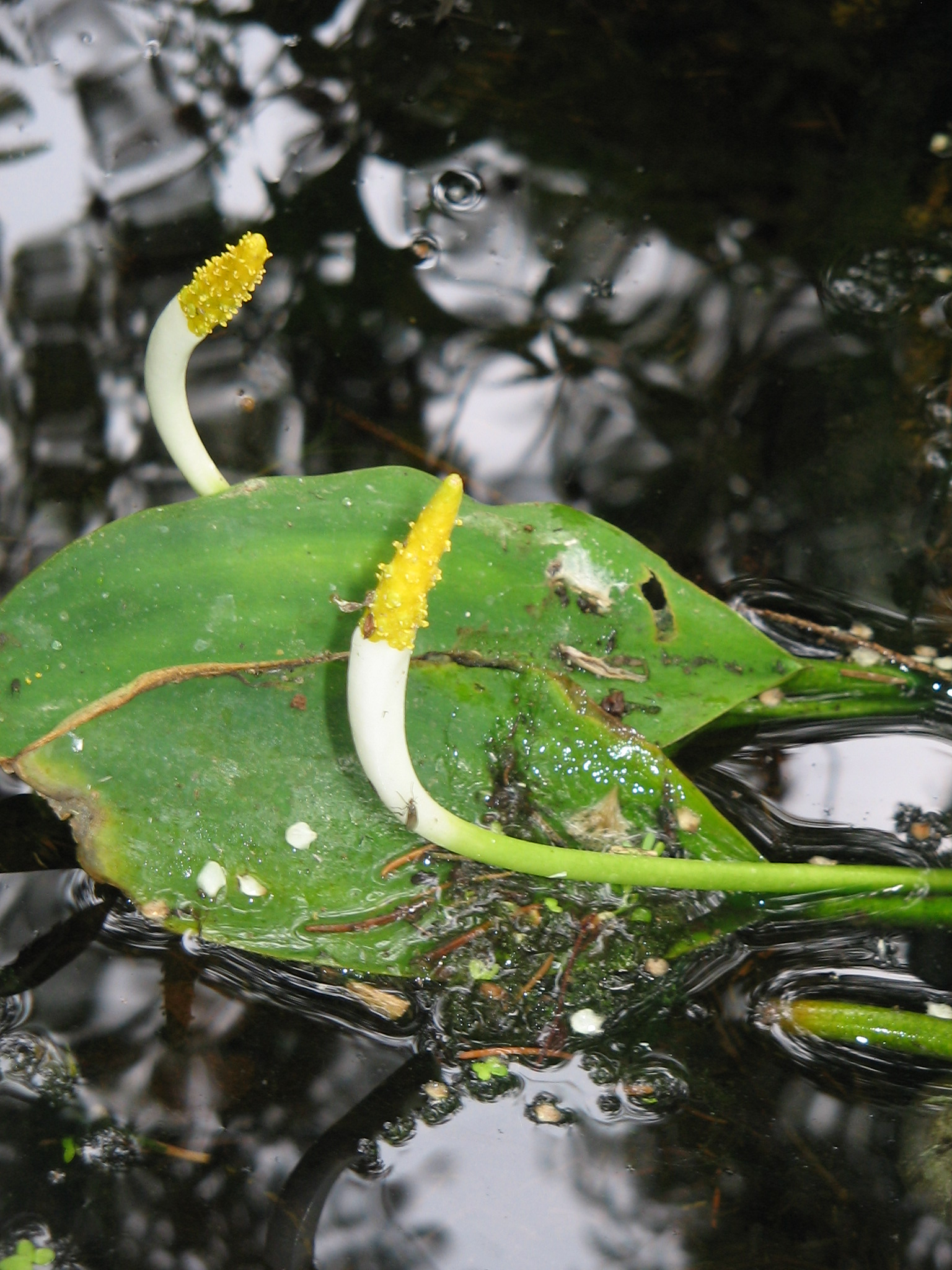
Detalle de la planta

La única especie del género es Orontium aquaticum. Esta especie es endémica del este de América del Norte y se encuentra  en estanques y arroyos poco profundos. Prefiere un ambiente ácido.

## Descripción
Las hojas son puntiagudas y ovalada, con un repelente superficial para el agua.  La inflorescencia es notable por tener una espata casi indistinguible, ya que es extremadamente pequeña. Al comienzo del florecimiento la espata de color verde se cae, dejando sólo el espádice.  La floración se produce en la primavera. Los nativos americanos utilizaban como alimento las semillas y rizomas secándolos y moliéndolos, convirtiéndolo en una sustancia parecida al almidón.

## Taxonomía
Orontium aquaticum fue descrito por Carlos Linneo y publicado en Species Plantarum 1: 324. 1753.
Sinonimia
- Aronia aquatica (L.) Baill., Hist. Pl. 13: 508 (1895).
- Pothos ovatus Walter, Fl. Carol.: 224 (1788).
- Amidena undulata Raf., Autik. Bot.: 197 (1840).
- Orontium angustifolium Raf., Autik. Bot.: 197 (1840).
- Orontium vaginatum Raf., Autik. Bot.: 197 (1840), provisional synonym.[3]